# Lancer de couteaux
Pour les articles homonymes, voir couteau (homonymie).
 (novembre 2011).
Si vous disposez d'ouvrages ou d'articles de référence ou si vous connaissez des sites web de qualité traitant du thème abordé ici, merci de compléter l'article en donnant les références utiles à sa vérifiabilité et en les liant à la section « Notes et références ».
 (février 2017).

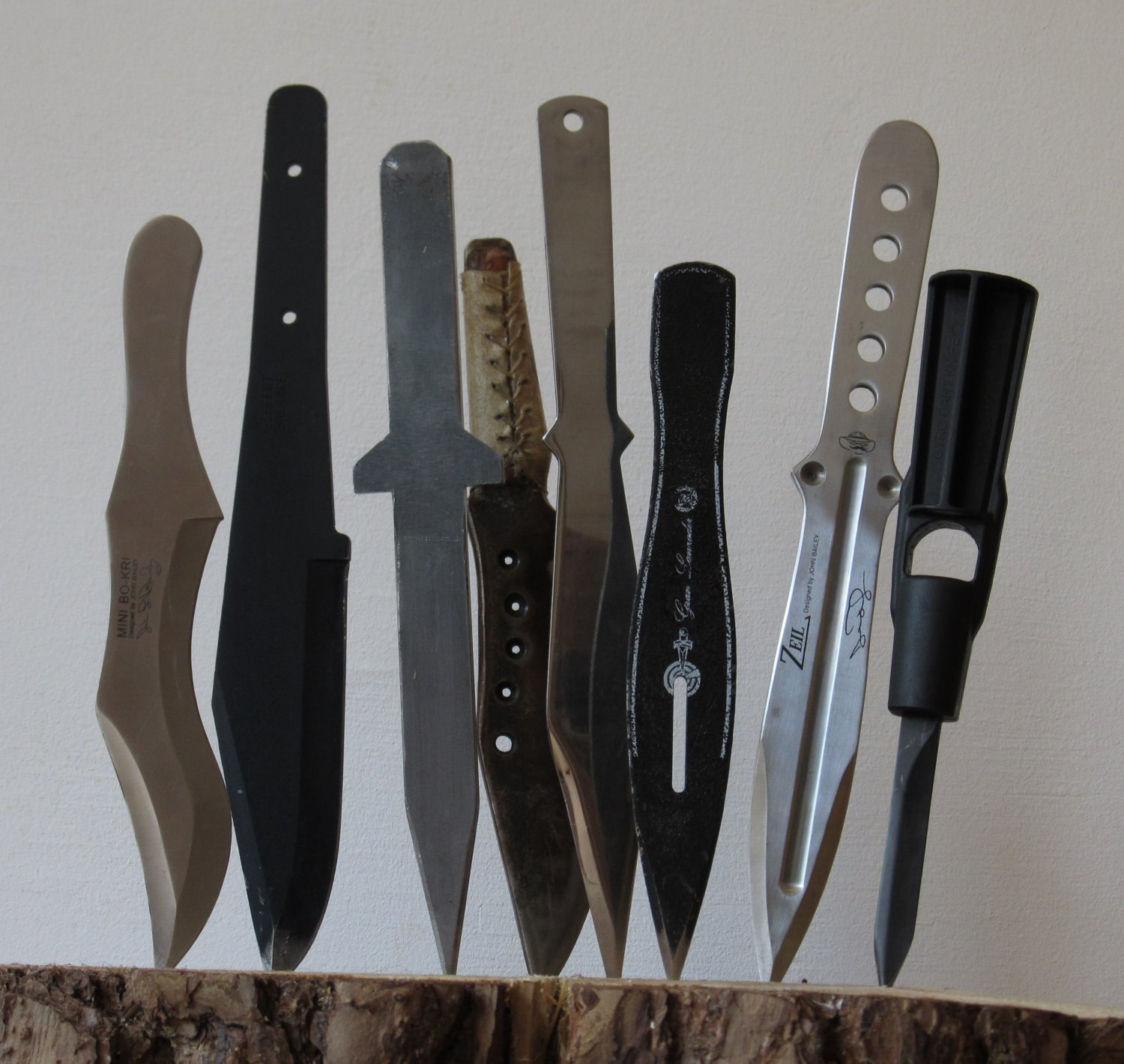
Couteaux de lancer.

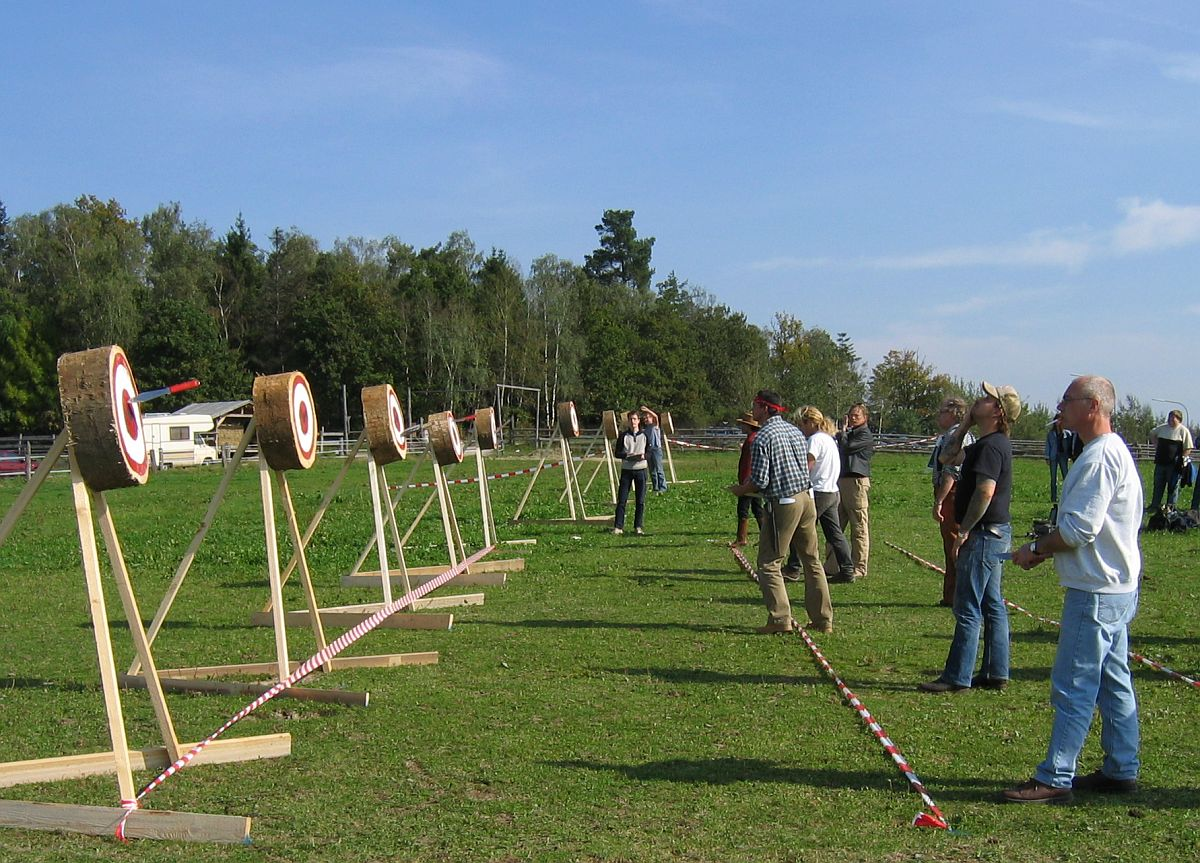
Compétition de lancer de couteau

Le lancer de couteaux est une activité qui peut être, selon le cas, une pratique sportive, une technique de combat, un spectacle ou une activité ludique.

## Pratique sportive

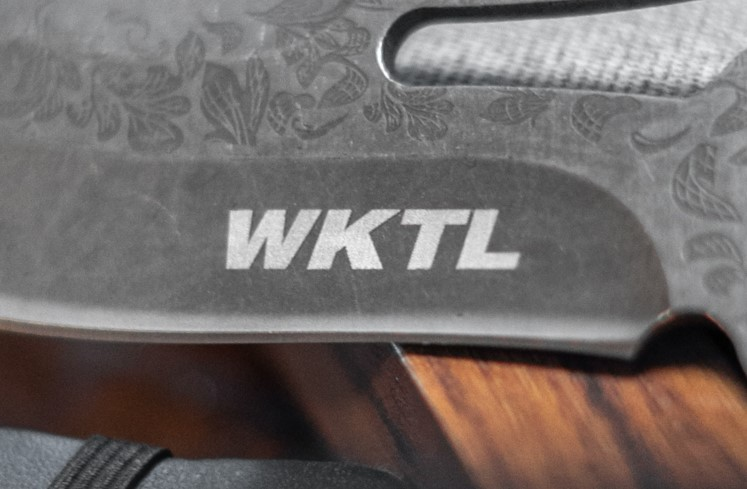
Une photo du logo WKTL gravé dans un couteau

Ce sport, loin d'être violent, demande un bon contrôle du geste afin d'obtenir le mouvement ad hoc et le résultat recherché. Il faut pour cela de la patience, du calme et de la persévérance.
Le principe du lancer de couteaux est de réussir à planter un couteau dans une cible à différentes distances. Pour cela, on donne au couteau une légère rotation ou pas de rotation du tout.
À noter qu'il existe de nombreuses méthodes de lancer, avec ou sans rotation, et cela quelle que soit la distance.
Le couteau devra être solide et pointu, la cible de préférence en bois.

## Championnats du monde
Depuis 2014 se tiennent en Europe les Championnats du monde de lancer de couteau. Ils succèdent aux championnats d'Europe et ont rassemblé 14 nations lors de la première édition. Celle-ci s'est déroulée à Callac, en Bretagne, France.
Résultats en nombre de médailles par nation:
| Rang  | Nation             | Or | Argent | Bronze | Total |
| ----- | ------------------ | -- | ------ | ------ | ----- |
| 1     | Russie             | 10 | 7      | 9      | 26    |
| 2     | République tchèque | 10 | 5      | 6      | 21    |
| 3     | États-Unis         | 4  | 1      | 0      | 5     |
| 4     | Allemagne          | 1  | 6      | 2      | 9     |
| 5     | France             | 0  | 6      | 8      | 14    |
| TOTAL |                    |    |        |        |       |

Lors de l'édition 2015 qui s'est déroulée à Nottinghamshire (Royaume-Uni) les résultats en nombre de médaille par nation:
| Rang  | Nation             | Or | Argent | Bronze | Total |
| ----- | ------------------ | -- | ------ | ------ | ----- |
| 1     | Russie             | 7  | 6      | 4      | 17    |
| 2     | Allemagne          | 6  | 5      | 2      | 13    |
| 3     | États-Unis         | 3  | 2      | 5      | 10    |
| 4     | République tchèque | 3  | 2      | 4      | 9     |
| 5     | Italie             | 3  | 1      | 0      | 4     |
| 6     | France             | 2  | 6      | 6      | 14    |
| 7     | Lettonie           | 0  | 1      | 1      | 2     |
| 8     | Royaume-Uni        | 0  | 0      | 2      | 2     |
| 9     | Pologne            | 0  | 1      | 0      | 1     |
| TOTAL |                    |    |        |        |       |

Résultats par nation en nombre de médailles depuis les origines :
| Rang  | Nation             | Or | Argent | Bronze | Total |
| ----- | ------------------ | -- | ------ | ------ | ----- |
| 1     | Russie             | 17 | 13     | 13     | 43    |
| 2     | République tchèque | 13 | 7      | 10     | 30    |
| 3     | Allemagne          | 7  | 11     | 4      | 22    |
| 4     | États-Unis         | 7  | 3      | 5      | 15    |
| 5     | Italie             | 3  | 1      | 0      | 4     |
| 6     | France             | 2  | 12     | 14     | 28    |
| 7     | Lettonie           | 0  | 1      | 1      | 2     |
| 8     | Pologne            | 0  | 1      | 0      | 1     |
| 9     | Royaume-Uni        | 0  | 0      | 2      | 2     |
| TOTAL |                    |    |        |        |       |

## Au cirque

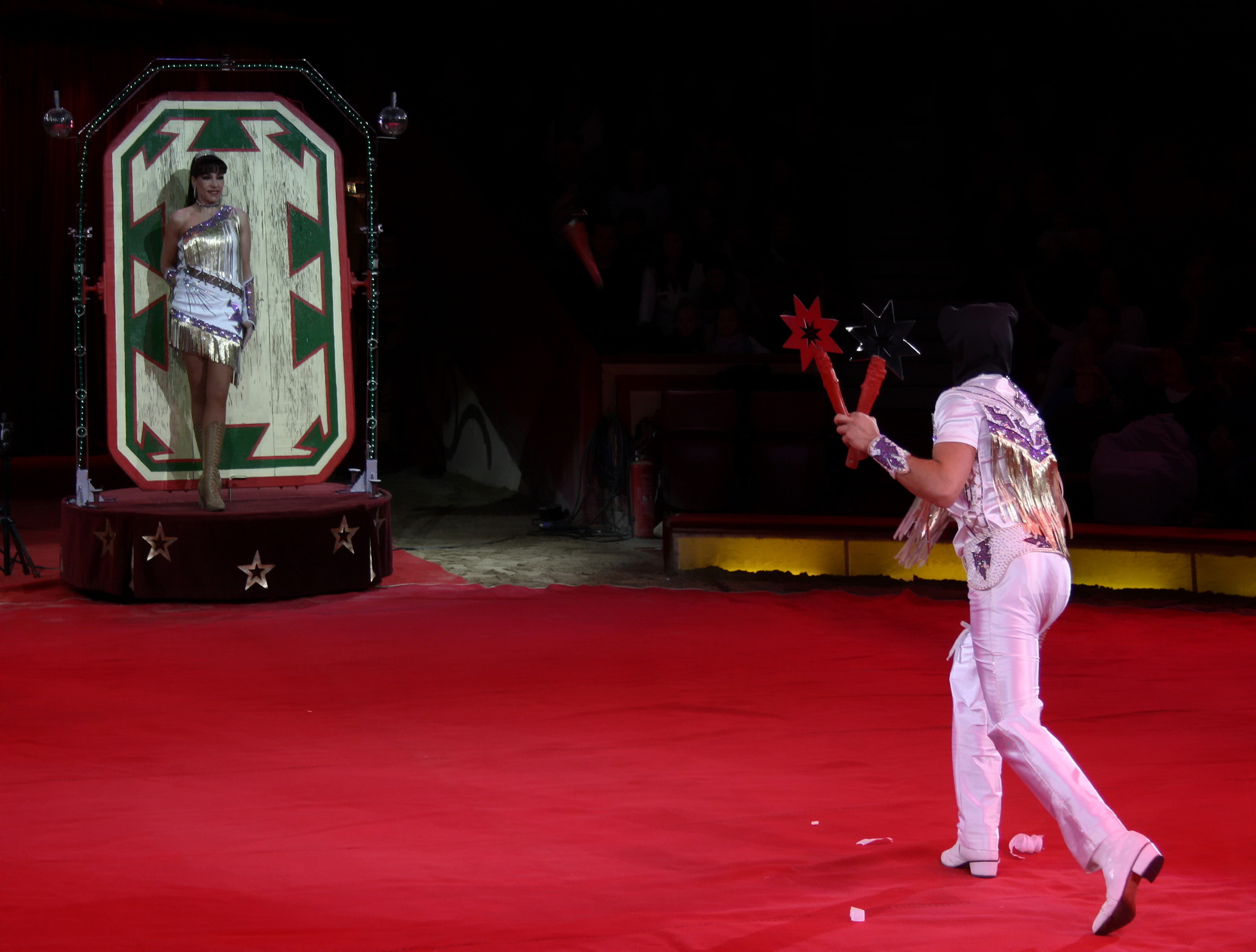

Il n'est pas rare de voir dans des cirques des lanceurs de couteaux lancer autour d'une cible humaine. Cet exercice ne doit être pratiqué que par des professionnels qualifiés : les accidents lors de ces spectacles ne sont pas rares.
Quelquefois, ces tours ne sont pas des tours d'adresse mais bien de la prestidigitation. Les « couteaux lancés » sont en fait dissimulés par le lanceur. Les couteaux sur la cible en jaillissent du revers par un mécanisme. Un complice dissimulé est souvent impliqué pour synchroniser l'illusion.
Afin de rétablir en grande partie l'authenticité du lancer de démonstration, l'exemple cité relevant de la prestidigitation, existe en fait davantage lors d'un tournage de film où l'on peut voir en première phase le lanceur et en second plan la lame venir se ficher dans la cible...
On peut rarement voir la trajectoire complète de la lame dans l'espace (sauf dans le film le Capitan tourné avec Jean Marais).
Cela dit, une grande confiance partagée est indispensable tout en sachant que cet exercice se pratique à 3 mètres maximum par un excellent lanceur et qu'il faut se donner une marge de sécurité autour de la personne d'environ 30 à 40 cm, diminuant grandement la part du risque couru.